# Omega (hudební skupina)
Omega byla maďarská rocková skupina. Společně s Locomotiv GT patřila v 70. letech 20. století k nejlepším interpretům progresívní rockové hudby a její sláva daleko překročila hranice tehdejšího tzv. východního bloku. Jejich nejznámější písní je Gyöngyhajú lány, v českém prostředí známá v podání Aleše Brichty pod názvem „Dívka s perlami ve vlasech“, jejíž cover v angličtině („White Dove“) pořídili také němečtí Scorpions.

## Historie
Omegu založili v září 1962 hráč na klávesové nástroje László Benkő a zpěvák a kytarista János Kóbor jako skupinu hrající coververze britských a amerických rockových skladeb. Po častém střídání členů skupiny v roce 1967 přišel hráč na baskytaru Tamás Mihaly, bubeník Jozsef Laux a kytarista György Molnár. 
První album bylo ještě ovlivněno hudbou Beatles (podobný styl v Maďarsku produkovala ještě kapela Illés), ale skupina pak začala hrát více progresívně, v tzv. space-rock stylu. Gábor Presser v roce 1968 napsal pro skupinu první původní skladby. V roce 1971 po třetím albu skupiny odešel Presser s Lauxem do Locomotiv GT, za bicí usedl Ferenc Debreczeni a tato sestava pak zůstala neměnná více než 30 let:
- János Kóbor („Mecky“), sólový zpěv
- György Molnár („Elefánt“), kytary
- László Benkő („Laci“), klávesy, zpěv
- Tamás Mihály („Misi“), baskytara, zpěv[2]
- Ferenc Debreczeni („Ciki“), bicí

18. listopadu 2020 zemřel zakládající člen skupiny László Benkő, několik dní na to 21. listopadu zemřel jeden z bývalých členů Tamás Mihály. 6. prosince 2021 zemřel také zpěvák János Kóbor.

## Diskografie

### Studiová alba
Maďarsky
- Trombitás Frédi és a rettenetes emberek (1968)
- 10000 lépés (1969)
- Éjszakai országút (1970)
- 200 évvel az utolsó háború után (1972) – zakázané album, vyšlo až v roce 1998
- Omega 5 (1973) – remixováno, remasterováno a vydáno v roce 1999 jako Szvit
- Omega 6: Nem tudom a neved (1975) – remixováno, remasterováno a vydáno v roce 2001 jako Tüzvihar – Stormy Fire
- Omega 7: Időrabló (1977) – remixováno,remasterováno a vydáno v roce 2002 jako Idörabló – Time Robber
- Omega 8: Csillagok útján (1978) – remixováno, remasterováno a vydáno v roce 2002 jako Csillagok útján – Skyrover
- Gammapolisz (1979) – remixováno, remasterováno a vydáno v roce 2002 jako Gammapolisz – Gammapolis
- Omega X: Az arc (1981)
- Omega XI (1982)
- Omega 12: A föld árnyékos oldalán (1986)
- Omega XIII: Babylon (1987)
- Trans And Dance (1995) – remixováno, remasterováno a vydáno v roce 1996 jako Transcendent
- Omega XV: Egy életre szól (1998)
- Omega 16: Égi jel (2006)
- Omega Rhapsody (2010)

Anglicky
- Omega Red Star From Hungary (1968)
- Omega (1973)
- 200 Years After The Last War (1974)
- Omega III (1974)
- The Hall Floaters In The Sky (1975)
- Time Robber (1976)
- Sky Rover (1978)
- Gammapolis (1979)
- Working (1981)
- Transcendent (1996)

Německy
- Das Deutsche Album (1973), vydáno v NDR

### Koncertní alba
- Élő Omega (1972) – vydáno místo zakázaného 4. alba, studiové nahrávky s přimíchaným potleskem
- Élő Omega Kisstadion 79 (1979) – 2 LP
- Live At The Kisstadion 79 (1979) – 2 LP, anglická verze předcházejícího alba
- Kisstadion 80 (1981) – 5 skladeb, společně s Locomotiv GT a Beatrice
- Jubileumi Koncert (1983)
- Népstadion 1994 Omegakoncert No.1: Vizesblokk (1994)
- Népstadion 1994 Omegakoncert No.2: Szárazblokk (1994)
- Az Omega összes koncertfelvétele 1. (1995) – 3 CD, obsahuje živé nahrávky ze 60. a 70. let, včetně Kisstadion 79
- Az Omega összes koncertfelvétele 2. (1995) – 3 CD, obsahuje živé nahrávky z 80. a 90. let
- Népstadion 1999 (1999) – 2 CD
- Napot hoztam, csillagot (2004)

## Fotografie

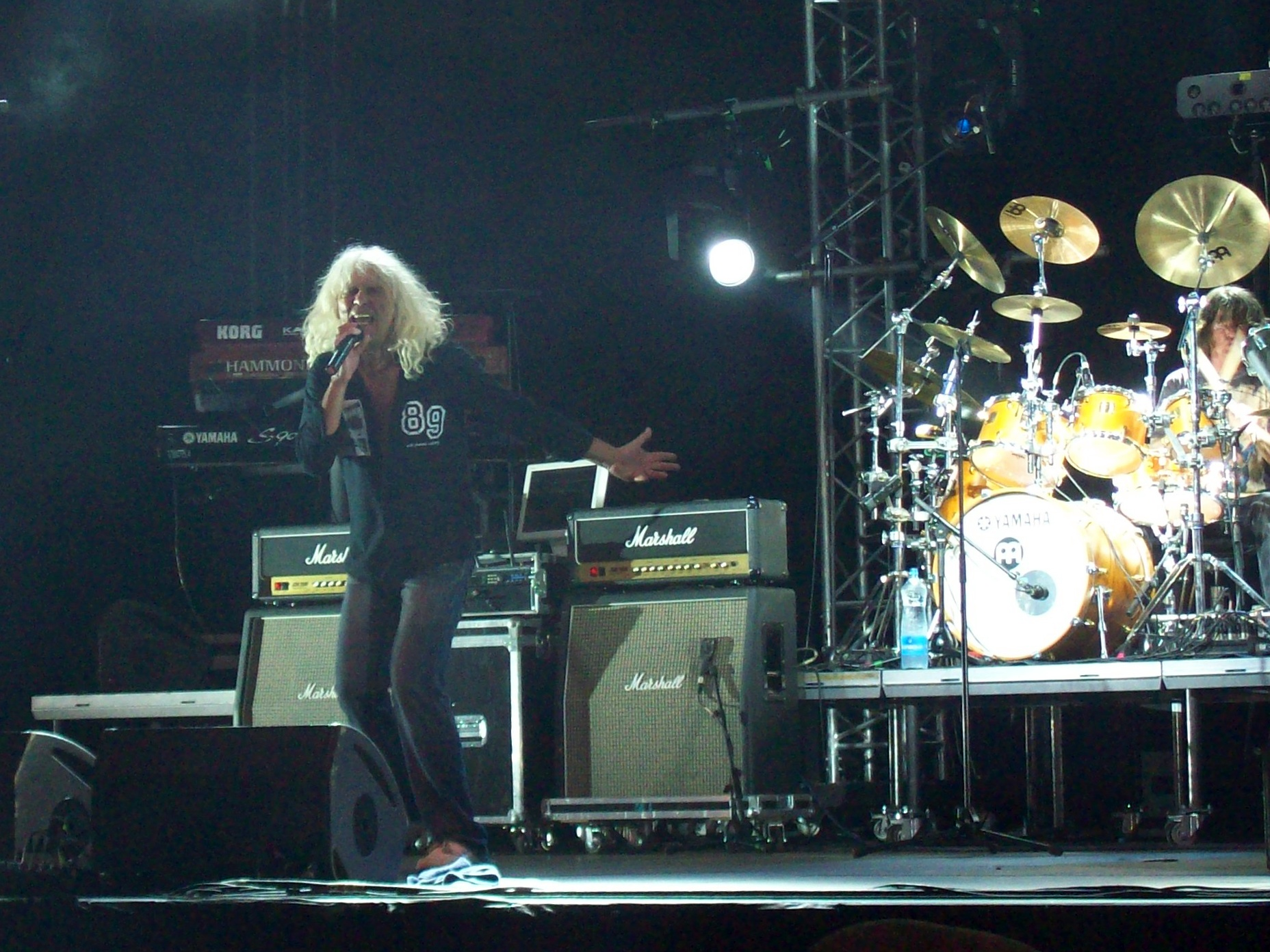
János Kóbor
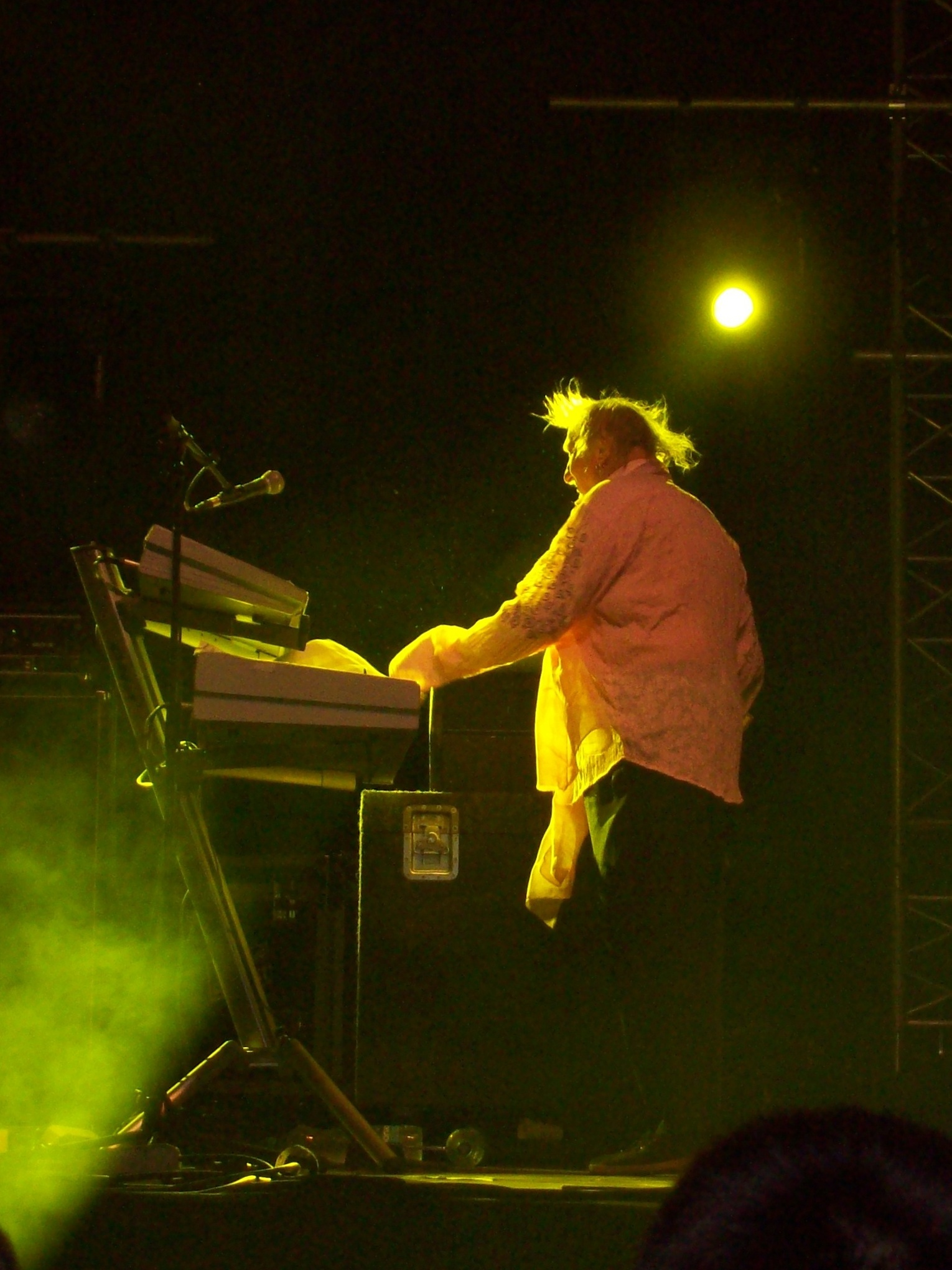
László Benkő
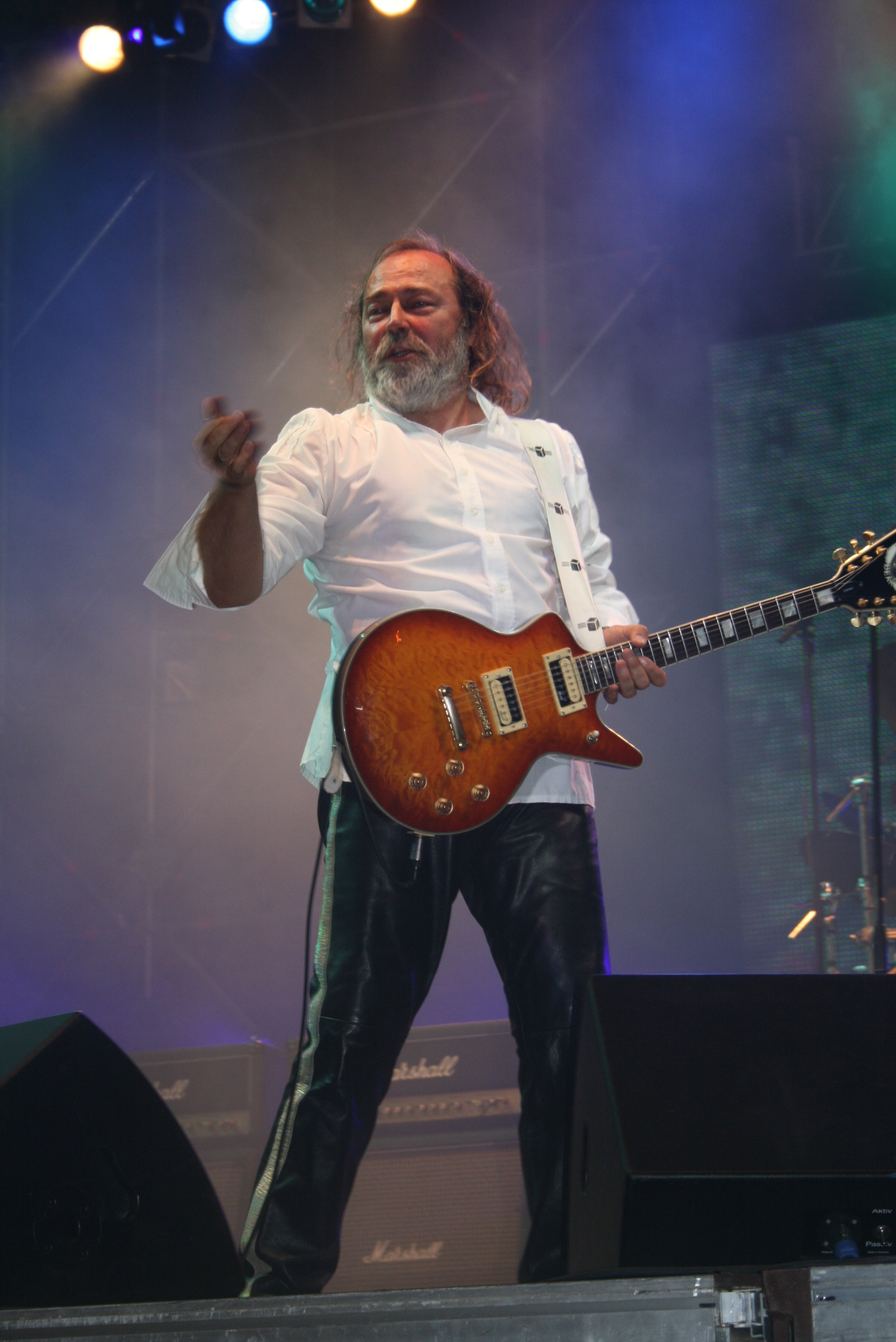
György Molnár
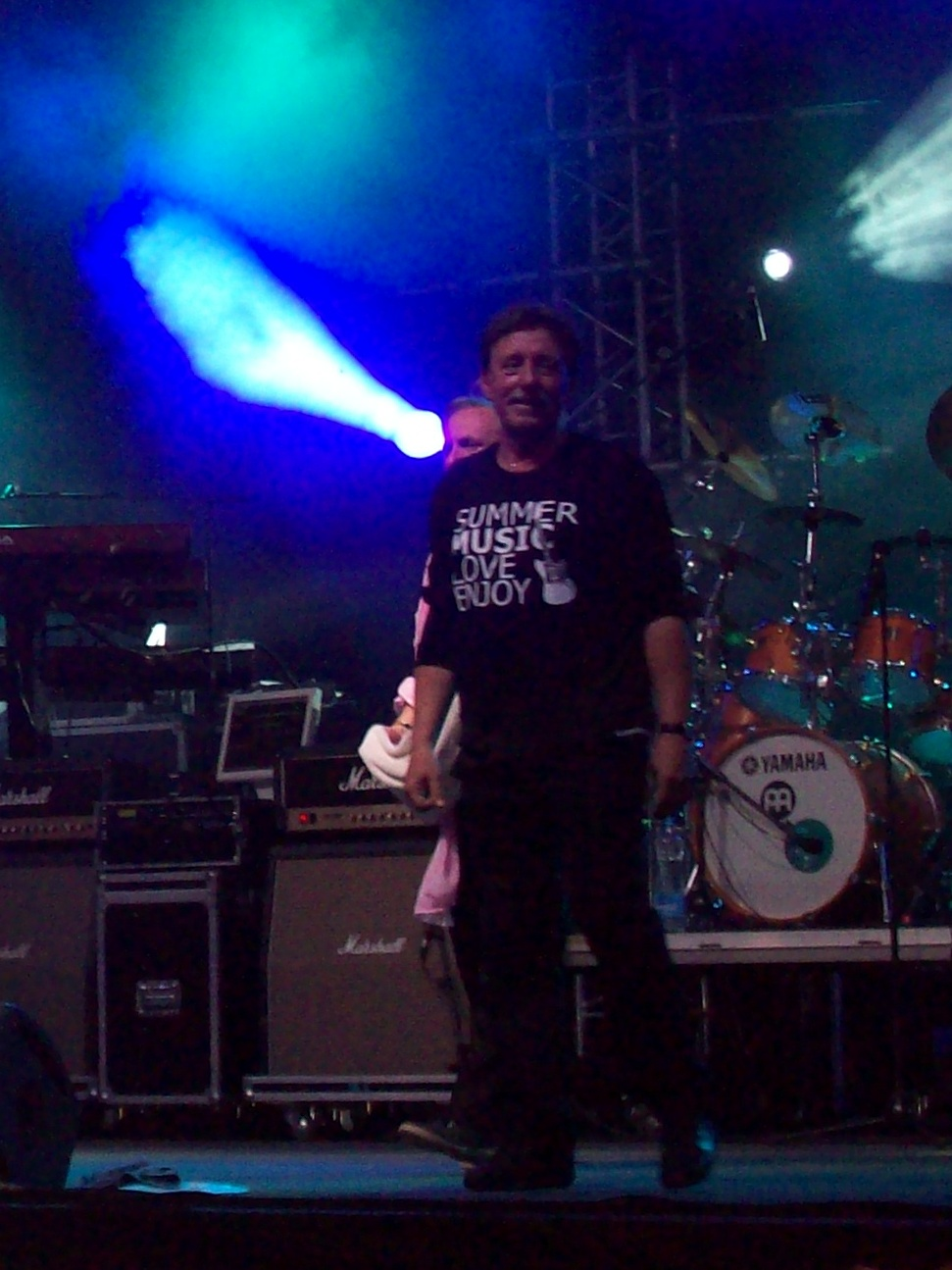
Tamás Mihály